# Павленко Ростислав Миколайович
Ростислав Миколайович Павленко (нар. 19 серпня 1976, Севастополь, Українська РСР, СРСР) — український політик, політолог, політтехнолог, викладач. Народний депутат України IX скликання від партії «Європейська Солідарність».

## Освіта
У 1993 р. закінчив середню школу № 57, місто Київ.
У 1997 р. закінчив факультет суспільних наук Національного університету «Києво-Могилянська академія», політологія, бакалавр. У 1998 р. закінчив Центрально-Європейський університет, політологія, магістр.
Кандидат політичних наук (2002), доцент (2004). Дисертація «Парламентська відповідальність уряду: світовий та український досвід» (2001).

## Трудова діяльність
Трудову діяльність розпочав у 1996 році на посаді експерта з питань політики Асоціації молодих українських політологів і політиків, на якій працював до 1998 року.
У 1998 році працював на посаді помічника-консультанта народного депутата України.
Того ж року вступив до аспірантури НаУКМА, де провчився до 2000 року.
У період з 2000—2005 працював на посадах на кафедрі політології НаУКМА: старшого викладача (2000—2002), доцента (2002—2005), завідувача (2005).
З 2003 року здійснює громадську роботу в громадській організації «Школа політичної аналітики».
У період з 2005 до 2008 працював на посадах у Секретаріаті Президента України: керівника Головної аналітичної служби (2005—2006), керівника Служби ситуативного аналізу (2006—2008).
У 2005—2007 роках за сумісництвом здійснював викладацьку діяльність на посаді доцента кафедри політології НаУКМА.
У 2008—2009 роках працював директором Інституту соціальних стратегій.
З осені 2008 року консультував проєкт «Фронт Змін» Арсенія Яценюка. Після приходу 2009 року в штаб Яценюка російських політтехнологів був змушений звільнитися з структури.
У 2009 році призначений на посаду керівника Служби аналізу і оперативного реагування Секретаріату Президента України.
З 2010 до обрання народним депутатом України — докторант у докторантурі НаУКМА, за сумісництвом — доцента кафедри політології НаУКМА.
У 2011 році також за сумісництвом працював заступником головного редактора журналу «Український тиждень».
Викладав порівняльне конституційне право, політичну систему України, державне управління у Києво-Могилянській академії. Автор понад 400 публіцистичних і близько 30 наукових публікацій, зокрема, автор монографії «Парламентська відповідальність уряду: світовий та український досвід» (2002), співавтор і редактор колективної монографії «Особливості виконавчої влади в пострадянській Україні» (2000, 2002), «Ефективне управління в Україні: практичні кроки» (2002), співавтор підручника з політології «Основи демократії» (2001, 2008).

## Політична кар'єра
8 серпня 2012 Ростислава Павленка було зареєстровано кандидатом в народні депутати України по багатомандатному виборчому округу за списком УДАРу під номером 34. Впродовж більшої частини 2012 року обіймав посаду заступника начальника передвиборчого штабу УДАРу. За підсумками парламентських виборів 2012 його було обрано до парламенту України, де він став головою підкомітету з питань науки, інноваційної діяльності та інтелектуальної власності Комітету з питань науки і освіти.
Радник Президента України (поза штатом, за згодою) з 3 липня 2014 р. до 17 травня 2019 р.
Заступник Глави Адміністрації Президента України (до 29 липня 2018 року).
З 30 липня 2018 до 17 травня 2019 року директор Національного інституту стратегічних досліджень.
Брав участь у подіях навколо отримання томосу ПЦУ.
У листопаді 2020 року заявив, що Російська православна церква — один з важелів Кремля у гібридній війні проти України, тому, допомога українським православним у постанні об'єднаної церкви, визнання світовим православ'ям і надання їй незалежності (автокефалії) — це справа не лише духовного розвитку, а й національної безпеки.

## Ранг державного службовця
Державний службовець 3-го рангу (з травня 2005), 2-го рангу (з травня 2007), 1-го рангу (з лютого 2010).

## Родина
Дружина — Павленко Олена Михайлівна. Син — Павленко Роман Ростиславович.

## Нагороди
- Орден Свободи (22 січня 2019) — за значний особистий внесок у державне будівництво, зміцнення національної безпеки, соціально-економічний, науково-технічний, культурно-освітній розвиток Української держави, вагомі трудові досягнення, багаторічну сумлінну працю[10]

## Фотогалерея

26 квітня Відкритий Лекторій в КПБА про УПЦ та автокефалію, томос.
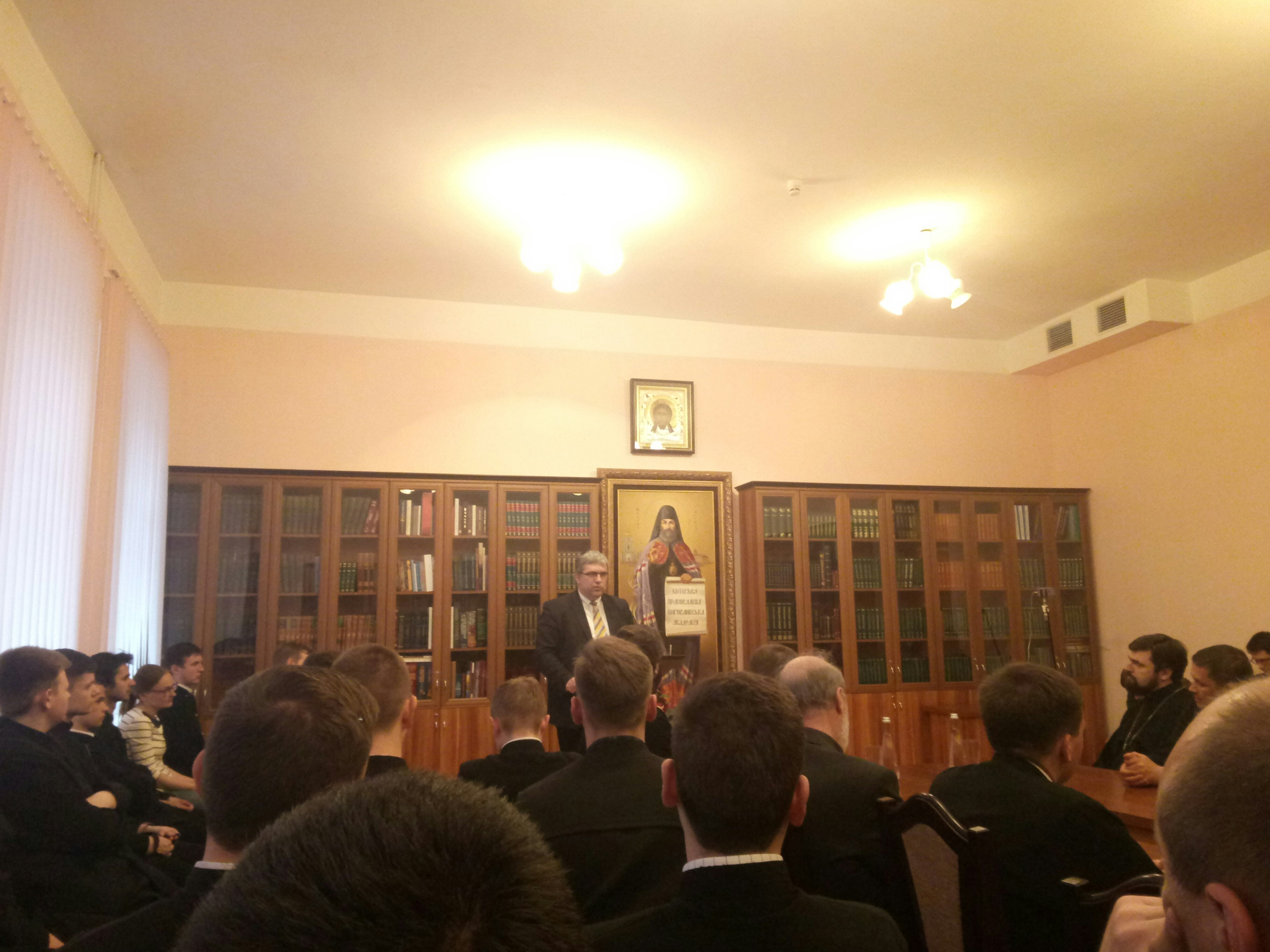
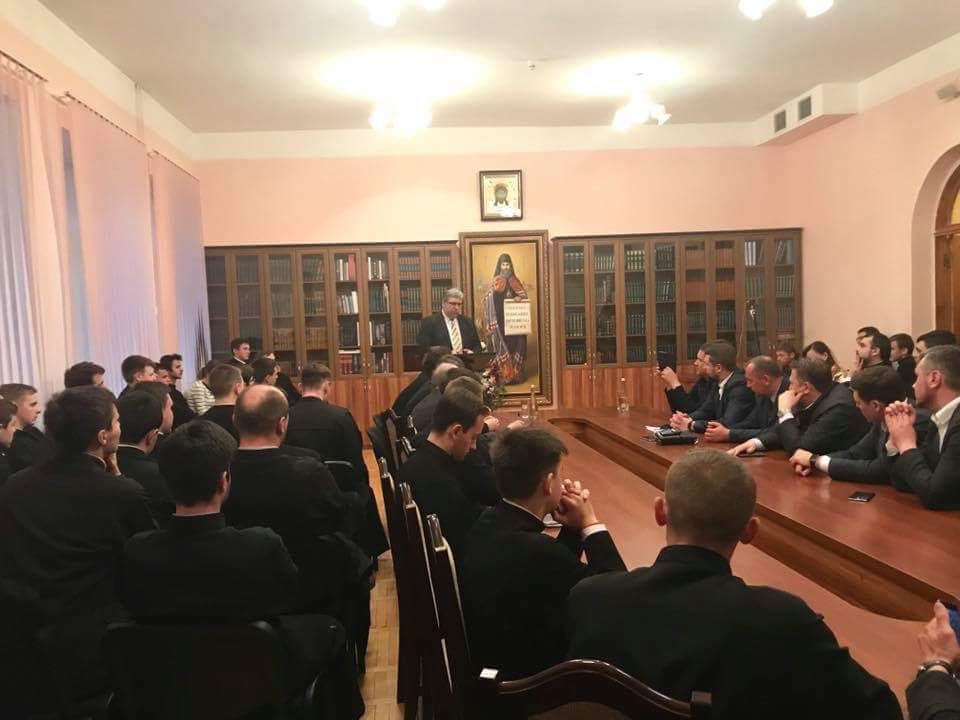
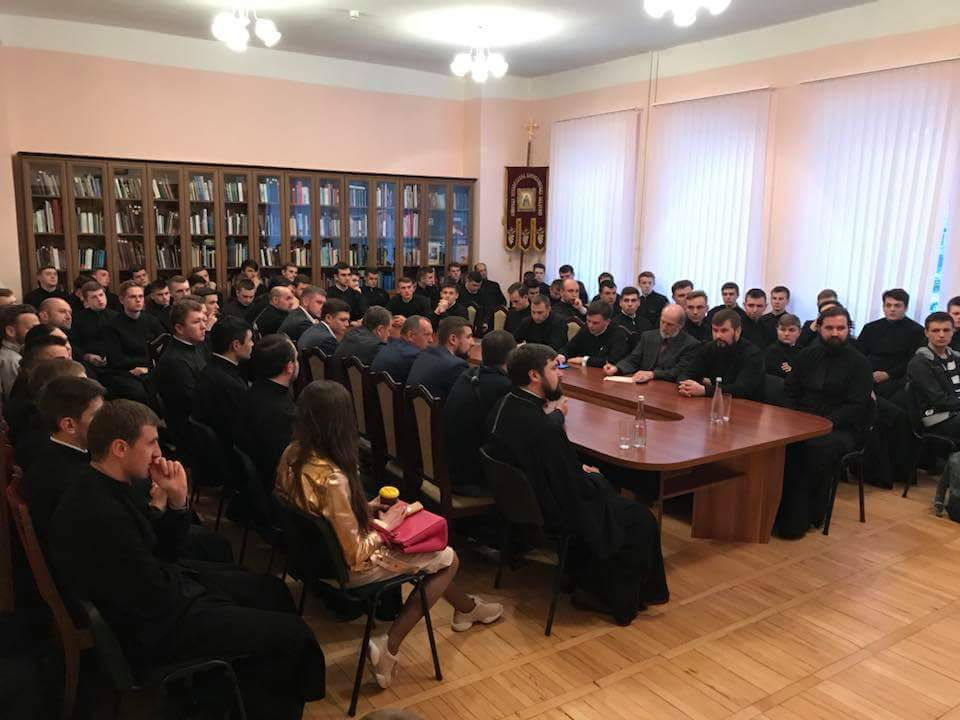